# Karel Lismont

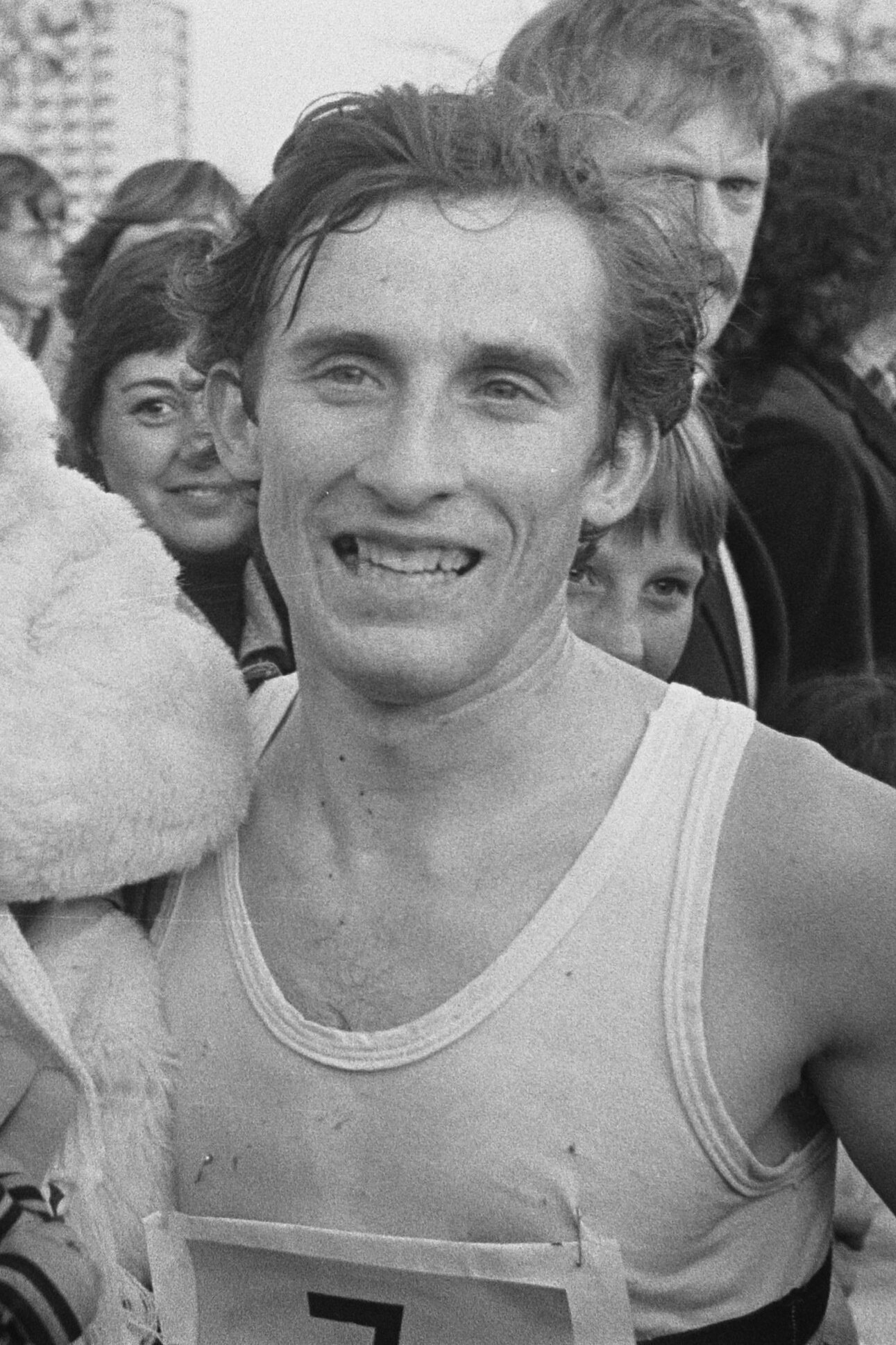
Karel Lismont, 1976

Karel Lismont (* 8. März 1949 in Borgloon) ist ein ehemaliger belgischer Langstreckenläufer und zweifacher Medaillengewinner bei Olympischen Spielen. Bei einer Körpergröße von 1,68 m betrug sein Wettkampfgewicht 55 kg.
Als der schmächtige Belgier mit 22 Jahren am 15. August in Helsinki bei den Europameisterschaften 1971 im Marathonlauf antrat, war er weitgehend unbekannt, obwohl er 1970 und 1971 belgischer Meister über diese Strecke geworden war. Er hatte fünf Tage vorher mit 28:31,2 min Platz 16 im 10.000-Meter-Lauf belegt. Doch im Marathon lief er in 2:13:09,0 h seinem berühmten Landsmann Gaston Roelants sowie den favorisierten Briten Trevor Wright und Ron Hill davon. Nach seinem Sieg war Lismont kein Unbekannter mehr, und in den kommenden Jahren konnte er auch nachdrücklich beweisen, dass sein Erfolg keine Eintagsfliege war.
Bei den Olympischen Spielen 1972 in München gewann er in 2:14:31,8 h die Silbermedaille hinter Frank Shorter aus den USA. Vier Jahre später, bei den Olympischen Spielen 1976 in Montreal gewann er mit seiner persönlichen Bestzeit von 2:11:12,6 h Bronze hinter Waldemar Cierpinski und Frank Shorter.
Bei den Europameisterschaften 1978 in Prag gewann er Bronze in 2:12:07,7 h, ebenso vier Jahre später bei den Europameisterschaften 1982 in Athen. Bei den Weltmeisterschaften im Crosslauf gewann er 1974 und 1978 zwei Bronzemedaillen in der Einzelwertung. In der Mannschaftswertung gewann er mit der belgischen Mannschaft 1973, 1974 und 1977 Gold, 1976 Silber und 1980 Bronze.
Bei den ersten Weltmeisterschaften 1983 in Helsinki gelang es ihm ein letztes Mal, unter 2:12 Stunden zu bleiben. Obwohl er mit 2:11:24 h nur gut eine Minute hinter dem Sieger Robert De Castella blieb, reichte es lediglich für Platz 9. Im selben Jahr gewann er den Berlin-Marathon, und 1986 und 1987 konnte er die ersten beiden Auflagen des Hamburg-Marathons für sich entscheiden.
Sein Trainer Frans Borremans legte großen Wert auf einen großen Trainingsumfang und eine Vielzahl an Rennen im Crosslauf und auf der Straßen. So startete er im Winter fast jede Woche. Lismont wurde 1972 als belgischer Sportler des Jahres (Nationale trofee voor sportverdienste) ausgezeichnet, eine Ehre, die jeder nur einmal bekommen kann.